# Türkei-Pferdespringer
Der Türkei-Pferdespringer (Scarturus williamsi) ist eine Nagetierart, die in Anatolien, in Armenien, im Südosten von Georgien, in Aserbaidschan, im Nordwesten und im Westen des Iran und getrennt von übrigen Verbreitungsgebiet auch im Libanon vorkommt.

## Merkmale

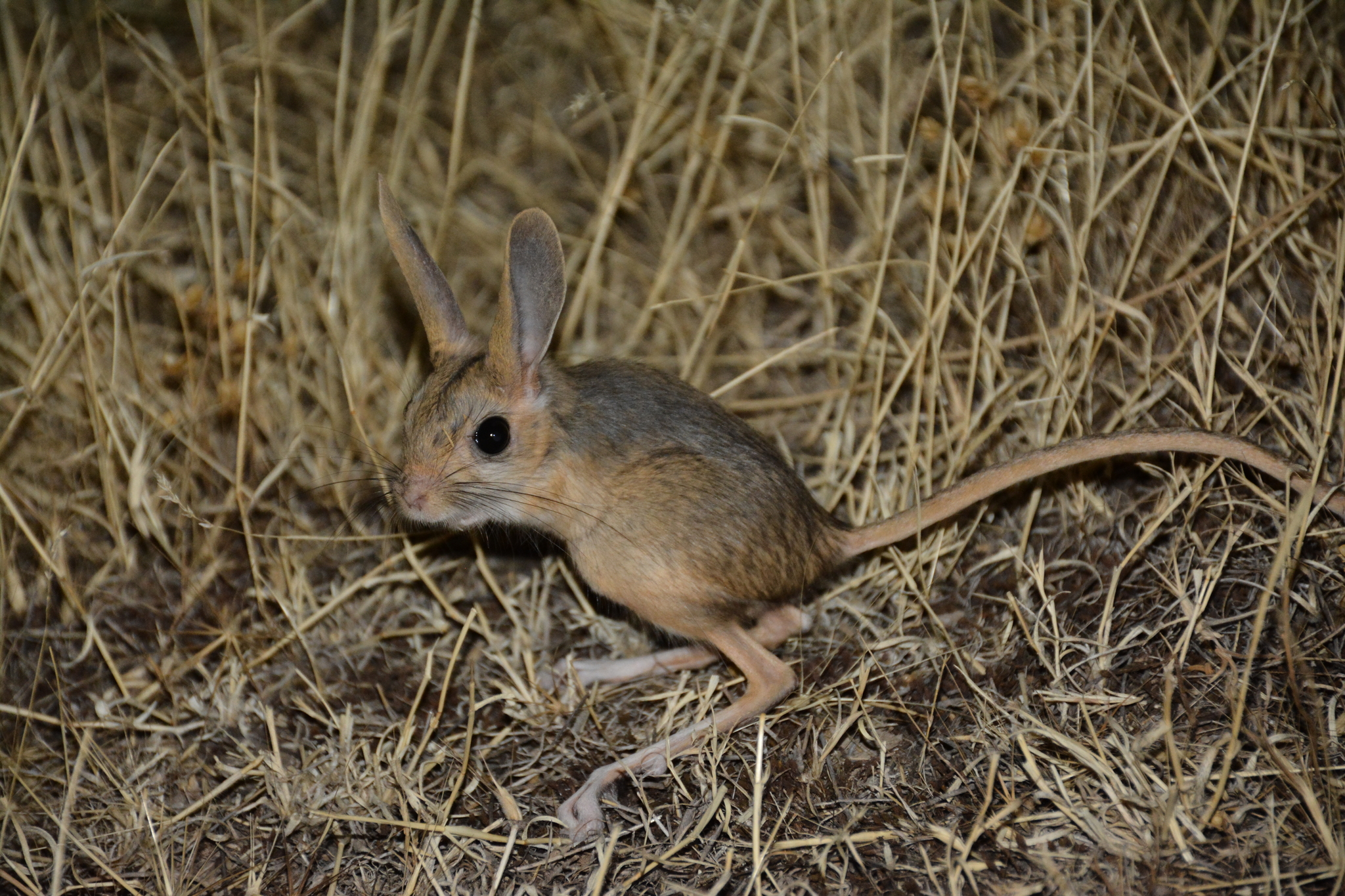
Türkischer Pferdespringer im Lebensraum

Die Tiere erreichen eine Kopfrumpflänge von 10,2 bis 14,6 cm, haben einen 16,7 bis 25,5 cm langen Schwanz und werden 54 bis 143 g schwer. Die Hinterfußlänge liegt bei 6,1 bis 7,4 cm, die Ohren werden 3,8 bis 5,1 cm lang. Der Schädel ist 29,5 bis 33,2 mm lang (Condylobasallänge) und 21,4 bis 24,8 mm breit (Jochbogenbreite). Der bezahnte Bereich der Maxillare ist 6,3 bis 7,6 mm lang. Ein auffälliger Geschlechtsdimorphismus besteht nicht. Kopf und Rücken sind ockerfarben bis bräunlich, das Bauchfell ist weiß. Die Quaste am Ende des langen Schwanzes ist groß und dreifarbig. Zuerst ein basaler hell ockerfarbener Ring von 2 cm Länge, dann eine etwa 4 cm lange schwarze Zone und eine ca. 2 cm lange weiße Spitze. Die Zehen der Hinterfüße sind unten mit weichen weißen Haaren bedeckt. Die Schneidezähne sind vorne weiß. Sie stehen leicht vor. Der erste Prämolar ist relativ klein und nur halb so groß wie der dritte Molar. Ein Penisknochen fehlt. Der Karyotyp des Türkei-Pferdespringers besteht aus einem Chromosomensatz von 2n=48 Chromosomen (FN=96).

## Lebensraum und Lebensweise
Der Türkei-Pferdespringer kommt in Halbwüsten und trockenen Gebirgssteppen bis in Höhen von etwa 2500 Metern vor. Das Biotop der Tiere ist oft von Felsen und Sanddünen geprägt und mit krautiger Vegetation, sowie Halophyten aus der Familie der Fuchsschwanzgewächse und Artemisia bewachsen. Die Tiere sind nachtaktiv und werden in der Regel erst 1,5 bis 2 Stunden nach Sonnenuntergang aktiv und suchen vor Sonnenaufgang wieder ihre Erdbaue auf. Diese sind 90 bis 200 cm lang, 20 bis 80 cm tief und enden in einer Kammer mit einem Durchmesser von 12 bis 14 cm. Hin und wieder werden auch ein bis zwei  zusätzliche Tunnel als Notausgänge angelegt.
Der Türkei-Pferdespringer ernährt sich vor allem von Insekten und Samen, weniger von grünen Pflanzenbestandteilen. Samen bilden im Herbst den Hauptbestandteil der Nahrung, Insekten und Grünpflanzen im Frühling und Sommer. Die Tiere pflanzen sich vom späten Mai bis Juni und im August und Oktober fort. Nach einer 25 bis 30 Tage dauernden Tragzeit werden 2 bis 8 Jungtiere geboren. In Gefangenschaft gehaltene Tiere, egal ob vom gleichen Geschlecht oder Männchen und Weibchen, sind aggressiv zueinander, wenn sie zusammengebracht werden. Sie bekämpfen sich über einen Zeitraum von bis zu zwei Stunden intensiv. Danach werden sie friedlich. Die Kämpfe können zu schweren Verwundungen führen oder mit dem Tod enden.

## Systematik
Der Türkei-Pferdespringer wurde 1897 durch den britischen Zoologen Oldfield Thomas unter der Bezeichnung Allactaga williamsi erstmals wissenschaftlich beschrieben. Später wurde die Art der Gattung Allactaga zugeordnet, dann Proalactaga, die schließlich zum Juniorsynonym von Scarturus erklärt wurde. Einige Zeit galt Scarturus williamsi auch als Synonym von Scarturus euphraticus. Scarturus williamsi ist die Schwesterart von Scarturus aulacotis. Es werden keine Unterarten unterschieden. Eine im Jahr 2016 als Scarturus cf. williamsi beschriebene Pferdespringerpopulation im nordostiranischen Kopet-Dag-Gebirge stellt eine eigenständige Art dar, deren formale Erstbeschreibung noch aussteht, oder ist nah mit Scarturus euphraticus caprimulga verwandt.

## Gefährdung
Die IUCN schätzt den Bestand des  Türkei-Pferdespringers als ungefährdet (Least Concern) ein.

## Belege
1. 1 2 3 4 5  
Don E. Wilson, Russell A. Mittermeier, Thomas E. Lacher Jr. (Hrsg.): Handbook of the mammals of the world. Volume 7 – Rodents II. Lynx Edicions, Barcelona 2017, ISBN 978-84-96553-49-1, S. 97.
2. ↑  
Allactaga williamsi in der Roten Liste gefährdeter Arten der IUCN 2016. Eingestellt von: Eken, G., Bozdogan, M. & Molur, S., 2016. Abgerufen am 30. März. 2020.